# Завітневич Василь Прокопович
Завітневич Василь Прокопович (англ. Zavitnevych Vasyl; 24 квітня 1899 — 25 березня 1983) — український педагог, юрист, літературознавець, мовознавець, музикознавець, хоровий диригент.

## Дитинство та освіта
Народився 24 квітня 1899 р. в с. Замістя Прилуцького повіту Полтавської губернії (з 1923 р. — Прилуцький район Чернігівської області). Сім’я Завітневичів була великою: батько Прокоп, матір Параскева, шість дочок (із яких зрілого віку досягли лише три — Анастасія, Марія та Ольга) і син Василь. Батько займався господарством та підробляв на сплаві лісу по річках Десна й Дніпро. Батько помер під час навчання Василя у Прилуцькій чоловічій гімназії, тому щоб завершити навчання почав підзаробляти у м. Прилуки.
З 1919 по 1923 р. працював учителем у трудових школах с. Пашковець та м. Прилуки. У 1924 р. — вчитель у клубі Другого Київського конвойного полку. У 1924—1925 рр. — вивчав право на юридичному факультеті Київського інституту народного господарства. Працював доповідачем і членом Київської окружної судової земельної комісії, юридичним консультантом Краснознаменного заводу (Арсенал) та Всеукраїнської академії наук (ВУАН), згодом співробітник Комісії ВУАН з вивчення звичаєвого права України. Одночасно викладав на підготовчих курсах робітничого факультету Київського сільськогосподарського інституту, Київському вечірньому інституті та був завідувачем 7-ї філії Державних курсів українізації. У 1929 р. закінчив Київський інститут народної освіти. У 1930 р. склав іспити в Народному комісаріаті освіти за програмою літературно-мовного профілю та здобув кваліфікацію викладача української мови й літератури у вищих навчальних закладах.

## Захоплення музикою
З дитинства захоплювався музикою, грав на скрипці та фортепіано, мріяв стати музикантом-інструменталістом. Перші музичні схильності проявив гімназистом, коли довелось підробляти диригентом церковного хору в одній із церков м. Прилук, де самотужки опанував церковні служби, треби, святочні тропарі. Однак через падіння з коня отримав травму правої руки і пальців, що призвело до втрати гнучкості та чутливості, і як наслідок — позбавило можливості стати музикантом. Паралельно навчанню та викладацькій роботі самотужки опанував музичну освіту — теорію музики, нотну грамоту.

## Релігійні погляди
Будучи патріотичною та релігійною людиною, В. П. Завітневич підтримував відновлення Української автокефальної православної церкви у 1921 р. під керівництвом митрополита Василя Липківського. Викладаючи в Києві, постійно відвідував богослужіння у Микільському та Софійському соборах, слухав проповіді митрополита. Залишався після служб та допомагав священикам перекладати релігійні тексти зі старослов'янської на українську мову, поглиблював знання з церковної музики.

## Викладацька та наукова діяльність
У 30-х роках XX ст. викладав українську мову та літературу у вузах м. Києва: Науково-дослідний інститут економіки (1930—1933 рр.), Науково-дослідний інституту праці та кадрів (1934 р.), Київський кооперативно-педагогічний інститут (1930—1933 рр.), Всеукраїнський науково-дослідний інститут споживчої кооперації (1933 р.), Київський університет культури (декан факультету літератури й мистецтва) (1934 р.), Київський інститут червоної професури (1935—1938 рр.), Київський учительський інститут при Київському державному педагогічному інституті імені О. М. Горького (декан мовно-літературного факультету) (1938—1941 рр.).
Наприкінці 30-х рр. підготував кандидатську дисертацію з літературознавства, присвячену українському письменникові Архипу Юхимовичу Тесленку (1882—1911 рр.). На початку 1941 р. Київський державний педагогічний інститут ім. О. М. Горького рекомендував допустити В. П. Завітневича до захисту дисертації «Життя й творчість Архипа Тесленка» на здобуття наукового ступеня кандидата філологічних наук. Однак захист не відбувся через початок німецько-радянської війни.

## Діяльність під час окупації
У 1941—1943 рр. — директор Київського педагогічного інституту. Ініціатор створення наприкінці 1941 — початку 1942 р. Комісії українських освітян (освітянської комісії) з підготовки підручників для початкових та середніх шкіл, позбавлених більшовицької ідеології. З липня 1942 р. — керівник Методично-консультаційного бюро Відділу культури і освіти Київської міської управи, що здійснювало консультації вчителів м. Києва з питань організації і методики навчання предметів у 1—4 класах, а також виконувало складання шкільних програм та навчальних планів. Також очолював Комісію у справах українського правопису (Правописна комісія), яка мала на меті відновлення правил українського правопису, що були зросійщені за радянської влади.
Під час нацистської окупації підтримав відновлення Автокефальної церкви в Києві наприкінці 1941 р. Відвідував богослужіння в Софійському соборі та Андріївській церкві, співав Літургію, допомагав диригувати хорами. Весною 1942 р. єпископ Київський Никанор звернувся до В. П. Завітневича по допомогу з організації церковного хору для таємного висвячення (хіротонії) єпископів Автокефальної церкви. Висвячення відбулись упродовж 9—17 травня 1942 р. у Кирило-Мефодіївській каплиці під Андріївською церквою. На всіх хіротоніях хором із чотирьох співаків (двох чоловіків і двох жінок) диригував В. П. Завітневич.

## В еміграції
У вересні 1943 р. В. П. Завітневич залишає Київ та виїжджає на Захід, міста: Кам’янець-Подільський – Львів – Холм. У Холмі приєднався до священиків Автокефальної церкви, які виїздили до Німеччини, дорогою допомагав організовувати богослужіння та церковні хори. За спробу дістатись до Берліна був затриманий та відправлений до трудового табору в м. Хемніц. Втік з табору та дістався до Дрездена. Після капітуляції Німеччини перебрався в Американську зону окупації. У м. Людвігсфельд (тепер частина Мюнхена) організував та керував хором у церкві апостолів св. Петра і Павла. Крім того, був заступником Нестора Городовенка у світському хорі «Україна». У 1946 р. в м. Мангайм видав «Граматику української мови» (псевдонім В. Катран). У грудні 1947 р. брав участь у церковному з’їзді УАПЦ в м. Регенсбурзі. У 1948 р. виїхав до США, отримавши пропозицію від архієпископа Іоанна (Теодоровича) очолити церковний хор парафії св. Володимира в Нью-Йорку.
У 1948—1978 рр. — диригент церковного хору Українського православного кафедрального собору святого Володимира у м. Нью-Йорк. У 1952—1982 рр. — викладач, директор Науково-богословського інституту Української Православної Церкви в США. Зібрав, упорядкував, зредагував і видав 10 книг української богослужебної хорової музики: «Українські канти і псалми» (1953), «Панахида і похорон» (1959), «Всеношна. ч. 1: Вечірня» (1960), «Всеношна. ч. 2: Утреня» (1961), «Співи із постової Тріоді» (1960, 1978), «Велика Субота і Пасха» (1964), «Антологія української пісні: колядки та щедрівки» (1967), «Співи на похороні священиків» (1974), «Співи Великодня» (1979), «Похорон священника» (1980), «Збірник літургійних співів: присвячений тисячоліттю Української Православної Церкви» (1988) (посмертно). Брав активну участь церковно-громадському житті: проводив курси Українознавства, був членом парафіяльної управи, секретарем Ради Митрополії УПАЦ в США, брав участь у розбудові українського духовного православного центру в США у м. Саут-Баунд-Брук, публікував літературні та музично-освітні статті в українських періодичних виданнях США — «Нові дні», «Українське Православне Слово», «Український православний календар».
Помер 25 березня 1983 р., похований на православному цвинтарі у м. Саут-Баунд-Брук, штат Нью-Джерсі, США. Особистий архів В. П. Завітневича зберігається в Українському історико-освітньому центрі в м. Сомерсет, штат Нью-Джерсі.